# Каулен, Фёдор Альбертович
Фёдор Альбертович Каулен (1854—1914) — российский шашист, двукратный чемпион Российской Империи.

## Биография
Каулен тренировался у В. Воронцова. В книге И. Фоглера 1881 года «Руководство шашечной игры» Каулен был назван одним из сильнейших шашечных игроков Москвы.
В 1894 году на Первом Всероссийском шашечном турнире Каулен разделил первое место с Сергеем Воронцовым. Они набрали одинаковое количество очков (11 из 14), а 2 дополнительных матча закончились вничью.
В 1895 году занял второе место, уступив Воронцову. В 1898 году стал единоличным победителем.
Ввёл в практику дебют, получивший название «Игра Каулена».